# نهنج (گیاهی)

در تصویر نهنج یا تالاموس به رنگ خاکستری تیره و تخمدان به رنگ قرمز در سه نوع از گل‌ها نشان داده شده‌است.

نهنج (به انگلیسی: Receptacle) یا تالاموس یا توروس به انتهای شاخه که از قسمت‌های گل نگاهداری می‌کند، گفته می‌شود. نهنج محور یک گل است و قسمت‌های گل روی آن قرار دارند. چنانچه یک گل به‌طور جداگانه روی دمگل به وجود آید، نهنج انتهای بالایی پایهٔ گل است.حلقه های گل روی نهنج قرار میگیرند.
نهنج از چند یا بسیاری گره‌های متراکم که توسط میانگره‌های بسیار کوتاه از یکدیگر جدا شده‌اند تشکیل می‌گردد. نهنج ساختاری وسیع است که میتواند صاف, گود یا برآمده باشد .قسمت‌های ضروری گل یک بار یا بیشتر از هر سطح نهنج رشد می‌یابند. اولین میانگرهٔ شاخه در زیر نهنج پایک (به انگلیسی: Pedicel) است. دومین میانگره در زیر یک گل منفرد ممکن است دمگل (به انگلیسی: Peduncle) نامیده شود. در قاعده پایک برگک (برگ تغییر شکل یافته) (به انگلیسی: Bract) وجود دارد که در زیر گل قرار دارد.
دربرخی گیاهان مانند سیب , نهنج به میوه تبدیل میشود . به این نوع میوه ها , میوه کاذب گفته میشود.
نهنج مانند هر بخش سبز دیگری در گیاه دارای کلروفیل بوده و میتواند فتوسنتز کند.